# Stanisław Szydłowiecki
Stanisław Szydłowiecki herbu Odrowąż (ur. około 1405, zm. czerwiec 1493 w Krakowie) – syn Jakuba Szydłowieckiego i N.N. herbu Jastrzębiec, brat Piotra, Mikołaja i Barbary.
Od 1449 roku, był mężem Barbary ze Starosielskich herbu Abdank, z którą miał trójkę dzieci: Katarzynę, Jana (proboszcza Wysockiego) i Jakuba, po śmierci pierwszej żony ponownie ożenił się w 1464 z Zofią Łabędź, z którą miał dziewięcioro potomków: Krzysztofa, Piotra, Pawła, Annę, Mikołaja, Barbarę, Marcina, Elżbietę oraz nieznaną z imienia córkę.
Od 1462 kasztelan żarnowski, radomski od 1478, marszałek dworu Królestwa Polskiego oraz ochmistrz synów królewskich od 1467, burgrabia krakowski od 1471, a w latach 1490–1491 starosta tegoż miasta. Utrzymywał bliskie stosunki z Długoszem i Kallimachem.
Był gwarantem pokoju toruńskiego 1466 roku.
W 1470 w Szydłowcu, wzniósł na miejscu starego, drewnianego grodu gotycki zamek, godny senatora Rzeczypospolitej i marszałka dworu królewskiego, oraz wzmocnił znakomicie familię Szydłowieckich. Inicjator zmiany praw miejskich z polskiego na magdeburskie.